# IC 156
IC 156 est une galaxie spirale intermédiaire située dans la constellation des Poissons. Sa vitesse par rapport au fond diffus cosmologique est de (4957 ± 21) km/s, ce qui correspond à une distance de Hubble de 73,1 ± 5,1 Mpc (∼238 millions d'al). IC 156 a été découverte par l'astronome français Stéphane Javelle en 1892.
IC 156 présente une large raie HI.
En raison d'une brillance de surface égale à 14,14 mag/am2, on peut qualifier IC 156 de galaxie à faible brillance de surface (LSB en anglais pour low surface brightness). Les galaxies LSB sont des galaxies diffuses (D) avec une brillance de surface inférieure de moins d'une magnitude à celle du ciel nocturne ambiant.

## Groupe d'IC 1723
La galaxie IC 156 fait partie du groupe d'IC 1723,. Outre IC 1723, les principales galaxies de ce groupe sont NGC 665, NGC 671 NGC 673, NGC 677, NGC 683, IC 156 et IC 162. Certaines galaxies (entre autres NGC 683) de ce groupe apparaissent dans le groupe de NGC 673 inscrit dans la liste de l'article de Garcia, d'autres (NGC 671 et NGC 677 entre autres) dans le groupe de NGC 671 inscrit dans l'article de Mahtessian. Toutes les galaxies de ces deux groupes ont été réunies dans le seul groupe d'IC 1723, la plus grosse des galaxies du groupe.